# Evangelical Times
Evangelical Times (ET) é um jornal evangélico mensal no Reino Unido, publicado em formato tabloide de 32 páginas. O editor é Mike Judge, pastor da Igreja Evangélica de Chorlton. O jornal é administrado em seu escritório em Darlington no Condado de Durham.
O Evangelical Times cumpre um papel informativo e de apoio para centenas de igrejas evangélicas no Reino Unido. Os leitores podem optar por assinar o jornal impresso e / ou acessar conteúdo digital com ET online. Além de fornecer análises de assuntos atuais de interesse para cristãos evangélicos de qualquer denominação, a publicação é usada como uma ferramenta para evangelismo, ensino doutrinário, apoio missionário e comunhão de oração entre igrejas.

## Missão
Como uma editora cristã e instituição de caridade, o Evangelical Times está comprometida com a disseminação do cristianismo bíblico em todo o mundo, particularmente por meio de seus jornais impressos e online em inglês. Também visa transmitir uma visão de mundo bíblica que permita aos cristãos viver e testemunhar efetivamente para Cristo, e promover uma ação compassiva para toda a humanidade em um mundo caído e sofrido.

## Conteúdo
O Evangelical Times  abre com notícias curtas e análises de assuntos atuais de particular interesse para os cristãos evangélicos. A primeira seção de notícias e análises é normalmente seguida por notícias da igreja e notícias mundiais. Uma seção de opinião, editorial e cartas dos leitores precede artigos mais longos escritos por escritores regulares e convidados. Os artigos abordam uma variedade de tópicos culturais, políticos, éticos e outros tópicos contemporâneos de interesse para os cristãos, bem como a história da Igreja, biografia, teologia e missão. Uma seção de resenhas de livros segue esta e os artigos de destaque continuam na última metade do artigo. No final do jornal, há um diário de eventos da igreja e uma seção de classificados. O jornal geralmente fecha com um artigo de página inteira na última página.

## Edições especiais
A edição de Natal do Evangelical Times é comprada em grandes quantidades por igrejas e indivíduos para serem dadas a amigos e contatos. A edição de junho contém uma lista abrangente de centenas de igrejas evangélicas do Reino Unido, fornecendo aos cristãos que viajam ou visitam o Reino Unido, recursos atualizados regularmente para acessar o culto da igreja e outros serviços enquanto estão longe de casa.

## ET on-line
Em comum com o resto da indústria jornalística, a circulação de cópias impressas do o Evangelical Times O site do ET foi lançado em 2017 para fornecer um portal acessível para todos os conteúdos e recursos do Evangelical Times em formato digital.diminuiu nas últimas décadas. O site do ET foi lançado em 2017 para fornecer um portal acessível para todos os conteúdos e recursos do Evangelical Times em formato digital.

## Evangelical Times International (ETi)
ET International (ETi) é uma versão missionária de 16 páginas do Evangelical Times produzida quatro vezes por ano e foi projetada para distribuição de correio aéreo de baixo custo em todo o mundo. O ETi tornou-se uma publicação altamente valorizada em muitos países, particularmente aqueles onde pouca literatura evangélica está disponível.

## História

### Primeiros anos
O Evangelical Times foi fundado em 1967 pelo Dr. Peter Masters, que era então pastor da Cowley Hill Free Church, Borehamwood e atualmente é ministro no Metropolitan Tabernacle, Londres.
As primeiras cópias foram impressas usando a composição tradicional de metal quente. Logo depois, um dos primeiros tipos eletrônicos do tipo IBM foi adquirido para a produção do jornal e uma gráfica de jornais galeses pioneira em nova tecnologia de litografia offset foi contratada para imprimir o jornal.
O preço original do Evangelical Times era 9 dólares (equivalente a aproximadamente 66 centavos hoje). Naquela época, um selo de primeira classe era 4 dólares. O preço de capa é agora de £1,30 e, curiosamente, o preço da edição impressa do Evangelical Times permaneceu cerca de duas vezes o custo de um selo de primeira classe do Reino Unido ao longo de sua história.
Em 1973, com a nomeação do editor Dr. Peter Masters como pastor do Metropolitan Tabernacle, o Evangelical Times mudou seu escritório de sua casa em Borehamwood para as instalações da igreja em Elephant and Castle, Londres.

### Administração posterior
Em 1973, a redação passou para Bob Horn e o escritório posteriormente mudou-se para Thornton Heath, Surrey, em 1977. O escritório mudou-se para Welwyn, Hertfordshire, em 1985, onde uma longa associação com a Evangelical Press começou. Uma mudança para o norte da Inglaterra ocorreu em 1989, com a transferência da base do jornal para Darlington no Condado de Durham. O escritório permaneceu na Wooler Street, o primeiro dos três locais na cidade, até 1998, quando se mudou para Faverdale North, para compartilhar as instalações construídas de propósito com a Evangelical Press. Em 2015, uma nova casa foi necessária mais uma vez após a transferência da Evangelical Press para o País de Gales e o escritório do jornal mudou para suas instalações atuais em 3 Trinity court, Darlington.

### Uma "voz" independente
No decorrer de sua pregação em igrejas e missões a partir do final da década de 1950, ficou claro para o Dr. Peter Masters, o editor fundador, que muitas igrejas independentes tinham pouca consciência da existência e da vida de outras igrejas com ideias semelhantes. Agrupamentos de igrejas tinham um grau de comunicação entre si, como Irmãos, Batistas reformados, Igrejas da Sociedade de Igrejas Evangélicas Independentes (FIEC) e União Evangélica Batista. No entanto, mas havia poucas conexões além de tais fronteiras "denominacionais" e muitas vezes nenhuma entre as numerosas igrejas e missões totalmente independentes no Reino Unido. Um jornal que servisse a todos para a independência evangélica e pudesse desenvolver conexões, bem como compartilhar notícias e informações, parecia ser muito necessário.
Ao mesmo tempo, não havia nenhuma "voz" representando os pontos de vista da igreja evangélica independente. As influentes revistas cristãs da época incluíam The Christian, The Life of Faith and Crusade. No entanto, estes eram frequentemente baseados fora do Reino Unido, voltados para grupos nacionais específicos ou outros grupos denominacionais e tendiam a promover o ecumenismo com denominações que divergiam doutrinariamente da posição bíblica reformada tipicamente mantida dentro do movimento evangélico independente do Reino Unido.
As propostas para um novo jornal evangélico popular atraiu o apoio de figuras importantes em organizações cristãs do Reino Unido, como a FIEC e os Batistas reformados (agora frequentemente conhecidos como Batistas da Graça). Os resultados de um questionário enviado a centenas de igrejas do Reino Unido não apenas indicaram amplo apoio dos 60% que responderam, mas também forneceram informações sobre muitas igrejas e comunidades independentes desconhecidas. Isso mais que dobrou a lista de destinatários original para a região de cerca de 5.000 entradas. O arquivo de resultados incluiu informações valiosas sobre pastores, detalhes de membros e frequência, dando uma imagem única de uma independência vibrante da igreja no Reino Unido em meados do século passado. Infelizmente, esses registros não sobreviveram até os dias de hoje.

### Jornalismo dos primeiros anos
Desde a primeira edição, o Evangelical Times defendeu as preocupações das igrejas independentes, alertando quando autoridades locais no Reino Unido, como o Conselho da Grande Londres (GLC), ameaçaram proibir igrejas evangélicas de ter seus próprios locais ou construir igrejas em novos conjuntos habitacionais, favorecendo, em vez disso, um grande local central de culto que seria compartilhado por todas as igrejas ecumênicas. Algumas igrejas ecumênicas também pressionavam pela expulsão de congregações independentes de novos edifícios que já haviam construído às suas próprias custas. Depois que as histórias foram publicadas, levando a intervenções e orações, muitas dessas decisões do conselho foram revertidas em favor de igrejas independentes.
Em 1971, quando o diretor do Manchester Baptist College, Michael Taylor, negou publicamente a divindade de Jesus Cristo, o Evangelical Times relatou a história, levantando ampla preocupação. Em sua apresentação na assembléia anual da União Batista na Capela de Westminster, o diretor declarou: "Quanto de um homem é Jesus Cristo?... Não se poderia alegar que ele era o Filho de Deus", acrescentando: "Temos que parar de dizer inequivocamente que ele é Deus." Muitos ministros conseguiram se tornar membros devido à heresia óbvia e à aparente falta de vontade da União Batista dissocie-se das declarações de Michael Taylor, com o Evangelical Times apoiando sua posição em artigos subsequentes.
O apoio do Evangelical Times à missão mundial é um de seus objetivos fundamentais e o jornal regularmente relata e fornece análises de eventos mundiais e questões de relevância para a Igreja global. A edição de março de 1979 trazia um artigo sobre o impacto de Pol Pot e do regime comunista do Quemer Vermelho na Igreja cambojana, que se acredita ter perdido pelo menos 80% de sua coorte original de cerca de 10.000 pessoas, durante o regime genocida. Cerca de 1,7 milhão de pessoas morreram como resultado das políticas maoístas do Quemer Vermelho durante os quatro anos em que controlaram totalmente o país e todas as religiões foram brutalmente reprimidas. Na esteira da queda de Pol Pot em 7 de janeiro daquele ano, uma nova esperança foi levantada no artigo para a liberdade religiosa no país de maioria budista, incluindo a liberdade dos cristãos se reunirem. 
Nestes primeiros anos também assistiu à publicação de muitos artigos do ministério, incluindo características biográficas regulares que se tornaram os livros mais vendidos, como Men of Destiny e Men of Purpose, ambos do Dr. Peter Masters.

### Objetivos e princípios fundamentais
Antes da produção da primeira edição do jornal, um panfleto foi enviado a muitas igrejas e indivíduos em todo o Reino Unido, incentivando o apoio ao "ministério escrito" do jornal como uma manifestação dos princípios bíblicos expressos nas cartas de Paulo às igrejas no Novo Testamento.
O apóstolo pediu o contato entre as igrejas (Efésios 6:23; Filipenses 2:19) para compartilhar informações, trazer encorajamento e também ajudar na oração significativa pelos outros (Colossenses 1: 9). Paulo incisivamente exortou a partilha de suas cartas entre as igrejas: "E depois que esta carta for lida entre vocês, faça-a ler também na igreja dos Laodicenses e providencie para que vocês leiam também a carta de Laodicéia." (Colossenses 4:16). A visão original do Evangelical Times era encorajar o cumprimento dessas instruções bíblicas e o exemplo apostólico de oração informada por outros crentes e igrejas.
Os objetivos fundadores do jornal, que foram publicados em várias edições anteriores, centralizavam-se em compartilhar notícias e discussões atuais amplamente nas igrejas de uma forma que facilitaria a "oração inteligente" uns pelos outros. Também pretendia ser uma "voz" cristã evangélica dedicada, promovendo a unidade de uma forma distinta do movimento ecumênico mais amplo.
O jornal procurou contrariar o aumento do mundanismo e declínio doutrinário observado dentro da Igreja por meio de escritos cristãos evangélicos claros e precisos sobre tópicos bíblicos, dando encorajamento e nutrição espiritual de uma forma acessível e agradável. Finalmente, o documento teve como objetivo encorajar o apoio ao esforço missionário em todo o mundo.

## Editores
- Dr. Peter Masters (1967-1972)
- David C Potter MBE[3] (1971-1981)
- Bob Horn[4] (1973-1985)
- Bill Clark[5] (1985-1998)
- Prof Edgar Andrews[6] (1998-2008)
- Roger Fay (2008-2019)
- Mike Judge[7] (titular)